# Wausau (Wisconsin)
Wausau is een plaats (city) in de Amerikaanse staat Wisconsin, en valt bestuurlijk gezien onder Marathon County.

## Demografie
Bij de volkstelling in 2000 werd het aantal inwoners vastgesteld op 38.426. In 2006 is het aantal inwoners door het United States Census Bureau geschat op 38.435, een stijging van 9 (0,0%).

## Geografie
Volgens het United States Census Bureau beslaat de plaats een oppervlakte van 46,0 km², waarvan 42,7 km² land en 3,3 km² water.
In de buurt van de stad ligt Rib Mountain State Park met de berg Rib Mountain.

## Plaatsen in de nabije omgeving
De onderstaande figuur toont nabijgelegen plaatsen in een straal van 12 km rond Wausau.

## Geboren in Wausau
- Gloria Coates (1933-2023), Amerikaans-Duits componiste
- Warren Bernhardt (1938-2022), pianist